# Curación por la fe
La curación por la fe es una práctica ritual de oraciones y gestos (como la imposición de manos) que supuestamente concitan la intervención divina para la curación física y espiritual. Sus defensores afirman que la curación de enfermedades e incapacidades es posible a través de la fe religiosa, gracias a la oración y otros rituales, que según ellos, estimulan la presencia divina.
A lo largo de la historia de la humanidad han sido numerosos los casos de curaciones de enfermedades a las que se le ha buscado dar una justificación divina. Quienes creen en estas prácticas afirman que la fe puede curar la ceguera, sordera, cáncer, sida, alteraciones del desarrollo, anemia, artritis, callos, problemas del habla, esclerosis múltiple, dermatitis, tetraplegia y diversas lesiones. Entre las prácticas usualmente empleadas se encuentran la oración, visitas a un santuario o la simple confianza ciega en un ser supremo.
El interés creciente en la medicina alternativa a finales del siglo XX ha derivado en un interés paralelo de los sociólogos en la relación entre la religión y la salud.
La curación por la fe puede clasificarse como hecho espiritual, sobrenatural o paranormal, y en algunos casos, la confianza en la curación por la fe puede calificarse de pensamiento mágico. La Sociedad Americana contra el Cáncer afirma que «la evidencia científica de la que disponemos no avala las afirmaciones de que la curación por la fe pueda sanar realmente problemas físicos». «En los casos en que se ha elegido la curación por la fe en lugar de los cuidados médicos para tratar heridas o enfermedades graves, se han producido muertes, discapacidades y otros resultados no deseados».

## La curación por la fe en los distintos credos

### Cristianismo

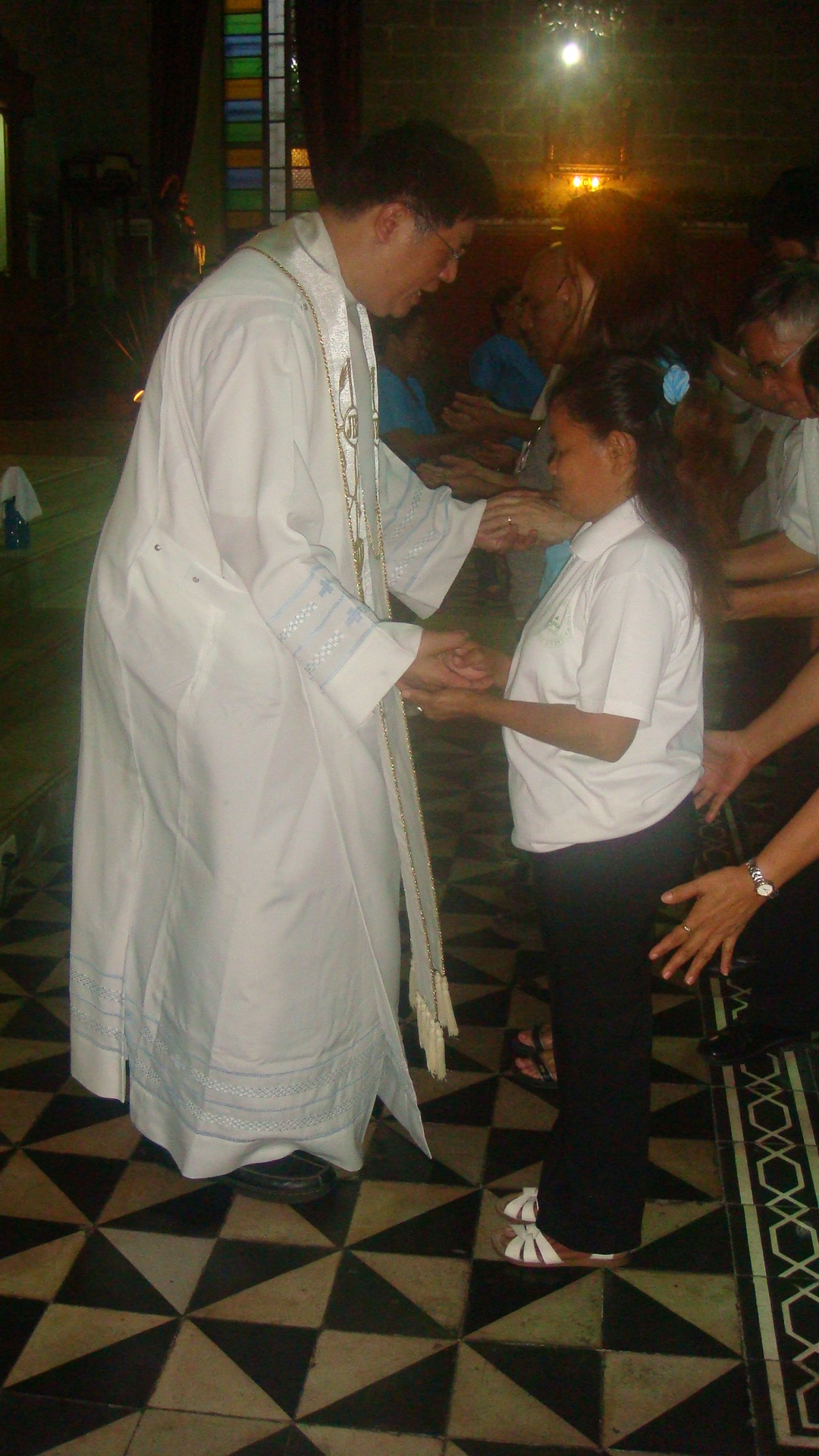
Un sacerdote tomando las manos de feligreses en una iglesia en Pulilan, Bulacan (Filipinas).

La idea de que Dios cura a la gente a través del poder del Espíritu Santo se considera una creencia cristiana, y por ello, la curación por la fe suele incluir la imposición de manos. También se denomina curación sobrenatural, curación divina y curación milagrosa. Las curaciones en la Biblia se asocian con frecuencia al ministerio de personajes específicos, como Elías, Jesucristo o Pablo de Tarso.
Ni siquiera los autores cristianos que defienden la curación por la fe creen que la propia fe provoque la curación deseada: «Tu fe no tiene efecto inmediato en tu curación. El momento en que te curarás depende totalmente de cuáles sean los propósitos soberanos del Sanador». Los sanadores que practican la imposición de manos y rezan con los enfermos por su curación suelen ser conscientes de que esta curación no siempre es inmediata. Los defensores de la curación por la fe dicen que puede tardar un tiempo, o no llegar nunca: «Lo cierto es que tu curación puede manifestarse en la eternidad, no en el tiempo».

#### Iglesia católica
En particular, la iglesia católica reconoce dos tipos de curación «no excluyentes», una justificada por la ciencia y la otra justificada por la fe:
- Curación por medios naturales humanos a través de la práctica de la medicina.
- Curación por la gracia divina gracias al poder del Espíritu Santo y con la intercesión de los santos.[10]

La Iglesia católica suele considerar que las sanaciones en los santuarios y durante las peregrinaciones se deben generalmente a la sugestión: en parte a una gran confianza en la divina providencia, y en parte a las grandes expectativas de sanación que se apoderan de las personas en estos lugares y circunstancias.

#### Cristianismo evangélico

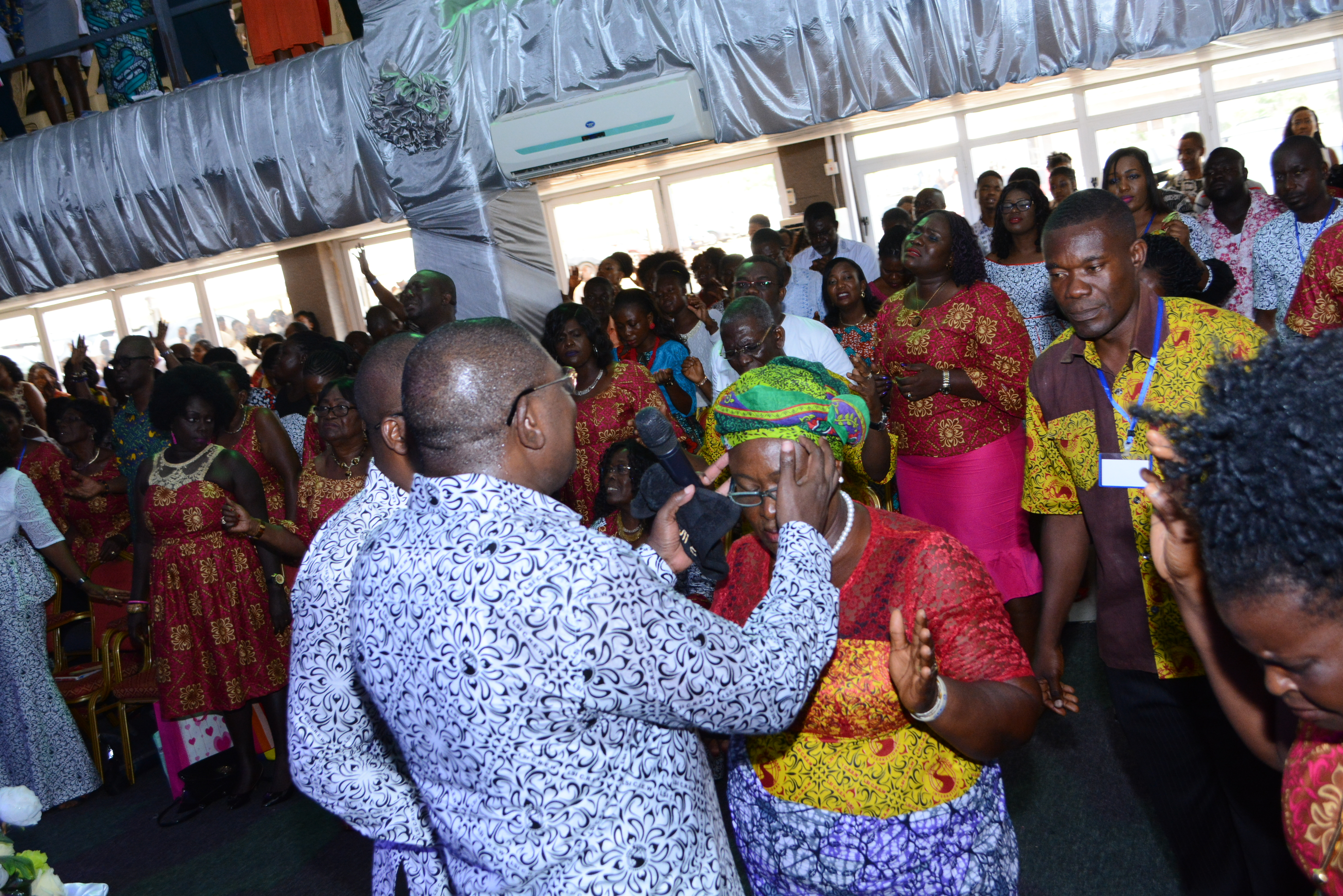
Imposición de manos para la curación en la iglesia Living Streams International Church, Acra, Ghana, 2018

Este credo, siguiendo la inerrancia bíblica, sostiene que los milagros y curaciones descritos en la Biblia son ejemplos reales de la intervención de Dios. La curación por la fe o curación divina se considera una herencia de Jesucristo, potestad adquirida por su muerte y resurrección. En la década de 1980, el movimiento neocarismático enfatizó que los milagros y la curación por la fe existen.
En algunas iglesias, se reserva un lugar para las curaciones con imposición de manos durante el servicio o durante campañas de evangelización.

### Islam
Los musulmanes creen que el Corán no solo fue enviado como revelación, sino también como medicina. Se cree que el Corán cura cualquier enfermedad física o espiritual. Estas son dos de las prácticas:
- Recitar el Corán sobre agua o aceite de oliva, y después beberlo, bañarse o untarse con él .
- Colocar la mano derecha en el lugar que duele, o sobre la frente mientras se recita la Al-Fátiha. Este método se denomina ruqyah.[16]

### Cienciología
L. Ron Hubbard dice haber realizado numerosas curaciones asociadas a la dianética y otras prácticas de la cienciología, aunque estas curaciones se instruyen en secreto. Los cienciólogos creen también en una práctica basada en la fe denominada «Programa de Purificación» que consideran capaz de eliminar las toxinas causadas por el consumo de drogas.

## Investigación científica
La ciencia considera que una hipotética curación por la fe estaría fuera del objeto de su investigación, pero se han realizado estudios a fin de encontrar alguna relación o efectividad, con resultados negativos.
Un estudio del British Medical Journal investigó la curación espiritual, el toque terapéutico y la curación por la fe. De los cien casos estudiados, en ninguno se pudo demostrar que la simple intervención del sanador resultara en mejora o cura de un problema orgánico mensurable Una investigación de la Colaboración Cochrane sobre la oración para pedir la curación de un enfermo concluyó que «aunque los resultados de ciertos estudios individuales sugieren un efecto positivo de la oración, en la mayoría no se aprecia efecto alguno».
Un estudio de 2006 afirma que la oración por un enfermo no influye en la recuperación de una cirugía cardíaca, pero curiosamente, el grupo de enfermos por los que se intercedía experimentó una mayor tasa de complicaciones.
Un equipo la universidad Johns Hopkins publicó un estudio en 2011 en el que no se apreciaban efectos significativos en el dolor, el humor, la percepción de la salud, la penetración de la enfermedad ni la autoeficacia, aunque en un estudio doble ciego para comprobar la eficacia del ejercicio espiritual se percibió un pequeño aumento de la energía en los enfermos crónicos adultos.
Tras la estancia de la religiosa Kathryn Kuhlman en Filadelfia en 1967, el investigador William A. Nolen realizó un estudio de 23 casos prácticos de personas que afirmaban haber sido curadas durante los servicios de Kuhlman. El seguimiento a largo plazo de Nolen concluyó que no hubo curas en ninguno de estos casos. Además, al menos un estudio sugiere que entre los seguidores adultos de la Ciencia Cristiana, que suelen utilizar la oración en lugar de los tratamientos médicos, hay una tasa de mortalidad más alta que entre la población de su misma edad.

## Críticas
Los críticos de la curación por la fe ofrecen dos explicaciones para estas curas o mejoras anecdóticas, ninguna de las cuales hace referencia a poderes sobrenaturales. En primer lugar, puede experimentarse una mejora auténtica o una remisión espontánea de forma accidental, pero independiente de cualquier cosa que el sanador o el paciente hayan dicho o hecho. Estos pacientes habrían mejorado en cualquier caso, aunque no se hubiera hecho nada. En segundo lugar, el efecto placebo, por el que una persona puede experimentar realmente un alivio del dolor y otros síntomas. En este caso, el paciente ha recibido ayuda real del sanador o del remedio basado en la fe, pero no a través de una intervención misteriosa o numinosa, sino por el poder de su propia confianza en su curación. En ambos casos, el paciente puede experimentar una reducción real de los síntomas, aunque en ningún caso ocurre nada milagroso o inexplicable. No obstante, ambos casos están limitados a la capacidad natural del propio cuerpo.

### Impacto negativo en la salud pública
La confianza en la curación por la fe hasta el punto de excluir otras formas de tratamiento puede tener impacto en la salud pública, ya que reduce o elimina las técnicas médicas modernas. Este hecho se hace evidente en las mayores tasas de mortalidad infantil y en una reducción de la esperanza de vida en los adultos. Los críticos han señalado también los graves daños que resultan de estas falsas «curaciones», cuando los pacientes cometen el error de considerarse curados y dejan los tratamientos médicos. Por ejemplo, se conocen casos de enfermos de sida que han muerto después de que su iglesia los convenciera de que estaban curados y podían dejar la medicación.

### Fraude
Los detractores de la curación por la fe señalan prácticas fraudulentas, ya sea en el propio acto de sanación (por ejemplo, colocando falsos enfermos entre el público) o en el dudoso hecho de que haya ocurrido realmente una supuesta curación. Afirman que la curación por la fe es pura charlatanería en la que los «sanadores» utilizan conocidas ilusiones físicas para explotar la credulidad de la gente con el fin de conseguir su gratitud, confianza y dinero.
En el Pentecostalismo, las derivaciones acompañaron la enseñanza de la curación por la fe. En algunas iglesias, se ha observado el precio de la oración en contra de las promesas de curación. Algunos pastores y evangelistas han sido acusados de reclamar curaciones falsas. Algunas iglesias, en Estados Unidos o Nigeria, han desaconsejado a sus miembros vacunación o medicina, afirmando que es para los débiles en la fe y que con una confesión positiva, serían inmunes. Las iglesias pentecostales que prohíben el uso de medicina han causado muertes evitables, lo que en ocasiones ha resultado en que los padres sean sentenciados a prisión por la muerte de sus hijos. Esta posición no es representativa de todas las iglesias evangélicas, como indica el documento «La curación milagrosa», publicado en 2015 por el Consejo Nacional de Evangélicos de Francia, que menciona que la medicina es uno de los dones que Dios hizo a los humanos. Las iglesias y ciertas organizaciones evangélicas humanitarias también participan en programas de salud médica.

## Legislación
En Estados Unidos, la Ley de prevención y tratamiento del maltrato infantil de 1974 («Child Abuse Prevention and Treatment Act», CAPTA) exige a los estados que aprueben excepciones religiosas al abandono y el maltrato infantil si desean recibir fondos federales. Treinta y un estados han aprobado excepciones de este tipo, de los cuales seis las han hecho extensivas al asesinato y el homicidio (Arkansas, Idaho, Iowa, Luisiana, Ohio y Virginia Occidental). De estos seis estados, Idaho presenta las cifras más altas de fallecimientos debidos a esta legislación. En febrero de 2015, una nueva ley que refuerza el derecho de los padres a negar asistencia médica a sus hijos provocó una fuerte polémica en este estado.
En Europa, la directiva 2005/29/CE sobre prácticas comerciales desleales aprobada por el Parlamento Europeo el 11 de mayo de 2005 obliga a las personas que practican cualquier actividad esotérica con fines comerciales a advertir a sus clientes que sus prácticas no están avaladas por la ciencia, y en caso de conflicto, atribuye a los practicantes de estos supuestos servicios la tarea de demostrar que poseen los poderes, facultades y habilidades que ofrecen, en lugar de ser sus víctimas quienes se vean obligadas a demostrar que han sido objeto de un fraude.